# Kavče
Kavče (Pyrrhocorax) je rod ptáků z čeledi krkavcovití (Corvidae).

## Systém
Seznam dosud žijících druhů:
- Kavče červenozobé – Pyrrhocorax pyrrhocorax
- Kavče žlutozobé – Pyrrhocorax graculus